# Rácz Ödön (orvos)
Rácz Ödön, Reisz (Miskolc, 1874. január 7. – ?) magyar orvosdoktor.

## Életútja
Atyja Rácz (Reisz) József gyakorlóorvos volt (született 1842-ben), anyja Trietsch Izabella. Egyetemi tanulmányait Budapesten végezte, ahol 1896-ban nyert orvosdoktori oklevelet. A budapesti egyetem II. számú női klinikáján két évig, a nagyváradi bábaképzőben négy évig bennlakó tanársegéd volt, majd gyakorlóorvos Nagyváradon, ahol a fehér-kereszt-egylet gyermekmenhely megalapítója, az állami gyermekmenhelynek két évig volt igazgatója és az államvasutak nőgyógyászati orvosi tanácsadója. Reisz családi nevét 1890-ben apjával együtt Ráczra változtatta.

## Munkái
- A nagyváradi fehér-kereszt-egylet gyermekmenhelye lelenczügy-rendezésének erkölcsi, szocziális és takarékossági irányelve. Nagyvárad, 1901.
- A nagyváradi gyermekmenhely irányelve. Bpest, 1902.
- A nagyváradi fehér-kereszt-egylet Évkönyve 1902-1903-ról. Nagyvárad.
- Az intézeti csecsemő-ápolásról. Bpest, 1904.

### Kéziratban
- A rachitis foetalis, egyetemi pályanyertes munka 1893.

## Forrás
- Szinnyei József: Magyar írók élete és munkái I–XIV. Budapest: Hornyánszky. 1891–1914.